# Clallam jezik
Clallam jezik (ISO 639-3: clm; isto i Klallam, Na’klallam, S’klallam), indijanski jezik kojim još govori 10 ljudi (1997 T. Montler), na području američke države Washington. Pripada jezičnoj porodici salishan, a najsličniji mu je dijalekt saanich.
Etnička Clallam populacija iznosi nekoliko tisuća, ali danas govore engleski, dok se njime služe tek starije osobe; kritično je ugrožen

## Vanjske poveznice
- Ethnologue (14th)
- Ethnologue (15th)